# كابل أم ألبيس
كابل أم ألبيس (بالألمانية: Kappel am Albis) هي إحدى بلديات مقاطعة أفولتن في كانتون زيورخ بسويسرا. تُقدر مساحتها ب7.87 كيلومتر مربع، ويقدر عدد سكانها بـ 1125 نسمة (حسب تعداد ديسمبر 2017).

## أعلام
- هولدريخ زوينكلي